# Seth (zespół muzyczny)
Seth – francuski zespół blackmetalowy, uformowany w 1996 w Bordeaux. Wkrótce po wydanym w 2004 roku albumie Era-Decay grupa została rozwiązana.

## Muzycy
Ostatni skład zespołu
- Heimoth – gitara, instrumenty klawiszowe
- Yannick „Alsvid” Herrera – perkusja
- Black Messiah – śpiew
- Helldryk – gitara basowa
- Cyriex – gitara

Byli członkowie zespołu
- Patrick „Nacht” Vernhes – gitara, śpiew
- Faucon Noir – gitara basowa
- Arkdae – instrumenty klawiszowe
- Vicomte Vampyre Arkames – śpiew

## Dyskografia
- 1996: Apocalyptic Desires (demo)
- 1997: By Fire, Power Shall Be… (EP)
- 1998: Les Blessures de l’Âme (album)
- 2000: War Vol. III (kompilacja)
- 2000: L’Excellence (album)
- 2002: Divine-X (album)
- 2003: Nastivity (kompilacja)
- 2004: Era-Decay (album)
- 2013: The Howling Spirit (album)